# PremPlus
PremPlus (originalmente Premiership Plus) fue el primer y único canal de pago por visión de Sky Sports que se dedicó a transmitir fútbol en vivo e interactivo de la Premier League. El presentador principal de PremPlus fue Marcus Buckland con el exentrenador del Arsenal, George Graham, aportando su opinión.

## Historia
PremPlus se lanzó el 19 de agosto de 2001, mostrando 40 partidos de pago por evento de la Premier League. El primer partido contó con Chelsea vs. Newcastle United. El nombre Premiership Plus se había utilizado durante las temporadas 2001-02, 2002-03 y 2003-04 antes de ser reducido a PremPlus para el comienzo de la temporada 2004-05. Además, desde el comienzo de 2004-05, PremPlus mostró 50 partidos PPV en vivo, un aumento de 10 en comparación con temporadas anteriores.
Los partidos se podían comprar simplemente por teléfono o, en temporadas posteriores, de forma interactiva a través de la televisión, y un abono para todos los partidos de una temporada estaba disponible con un descuento sustancial.
La cobertura previa al partido se mostró de forma gratuita, y el canal se oscureció para los espectadores que no pagaban aproximadamente cinco minutos antes del inicio. El anfitrión exhortaba repetidamente a los espectadores durante este tiempo a comprar el partido.
Había un canal PremPlus 2, pero solo se mostraba en NTL. Cerró cuando PremPlus dejó de transmitir en 2007. En 2006, PremPlus HD se lanzó con los otros canales HD en Sky. Fue reemplazado por Sky Sports HDX cuando PremPlus dejó de transmitir.
PremPlus no cumplió con las expectativas de Sky ya que pocos fanáticos del fútbol británico estaban dispuestos a pagar por partidos individuales además de pagar una suscripción mensual para otros partidos. Después de seis temporadas en el aire, cerró al final de la temporada 2006-07, cuando las leyes de competencia de la UE obligaron a Sky a romper su monopolio en la Premier League, habiendo transmitido 270 partidos en vivo y exclusivos de la Premier League. El último partido que se mostró en PremPlus fue Aston Villa vs. Sheffield United. Esto marcó el final, al menos por el momento, de los intentos de introducir el pago por evento en el mercado de la televisión deportiva británica, fuera de los eventos de deportes de combate ocasionales (lucha libre, boxeo y MMA).
En octubre de 2020, con los fanáticos del fútbol que no pudieron asistir a los partidos debido a la pandemia de COVID-19, Sky Sports y BT Sport obtuvieron los derechos para transmitir partidos de fútbol en el Reino Unido en sus respectivos canales PPV, Sky Sports Box Office y BT Sport Box Office - partidos adicionales que inicialmente no estaban planeados para ser transmitidos por televisión.